# Gola del Limarò

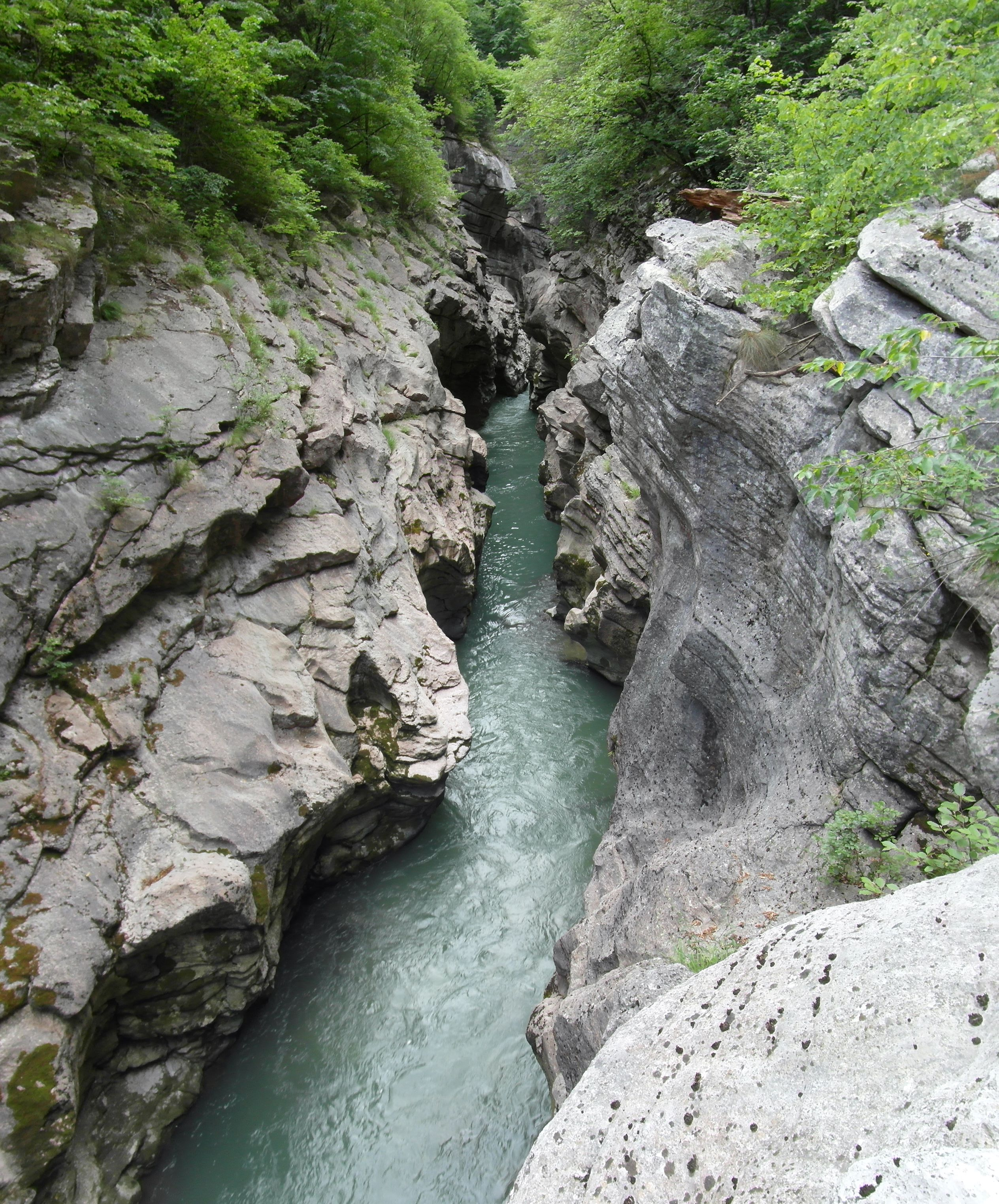
Vista del canyon

La Gola del Limarò è una forra naturale che il fiume Sarca crea fra la località Villa Banale di Stenico e la località Sarche nel Basso Sarca nella provincia di Trento.

## Descrizione

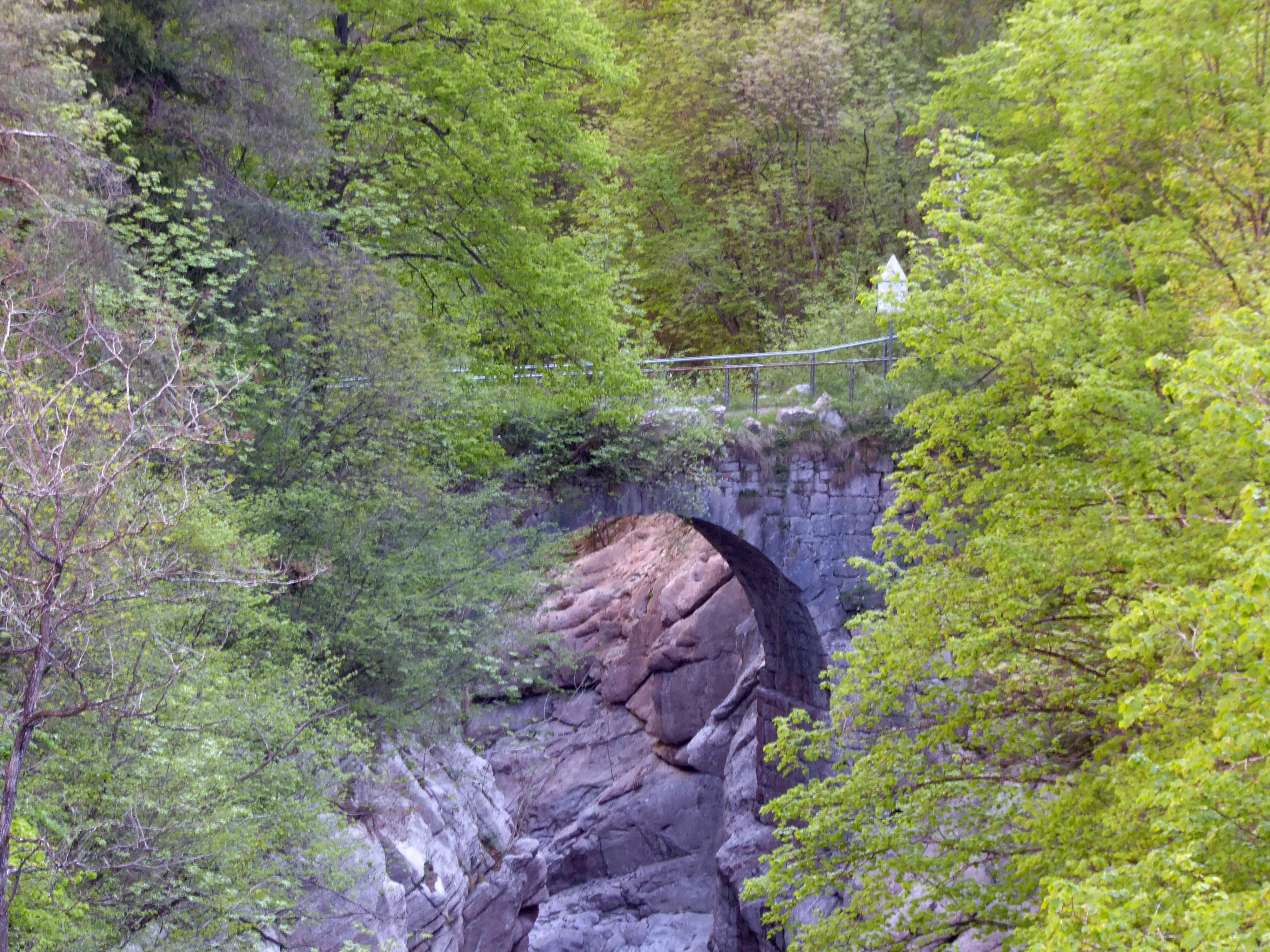
Il ponte Balandino

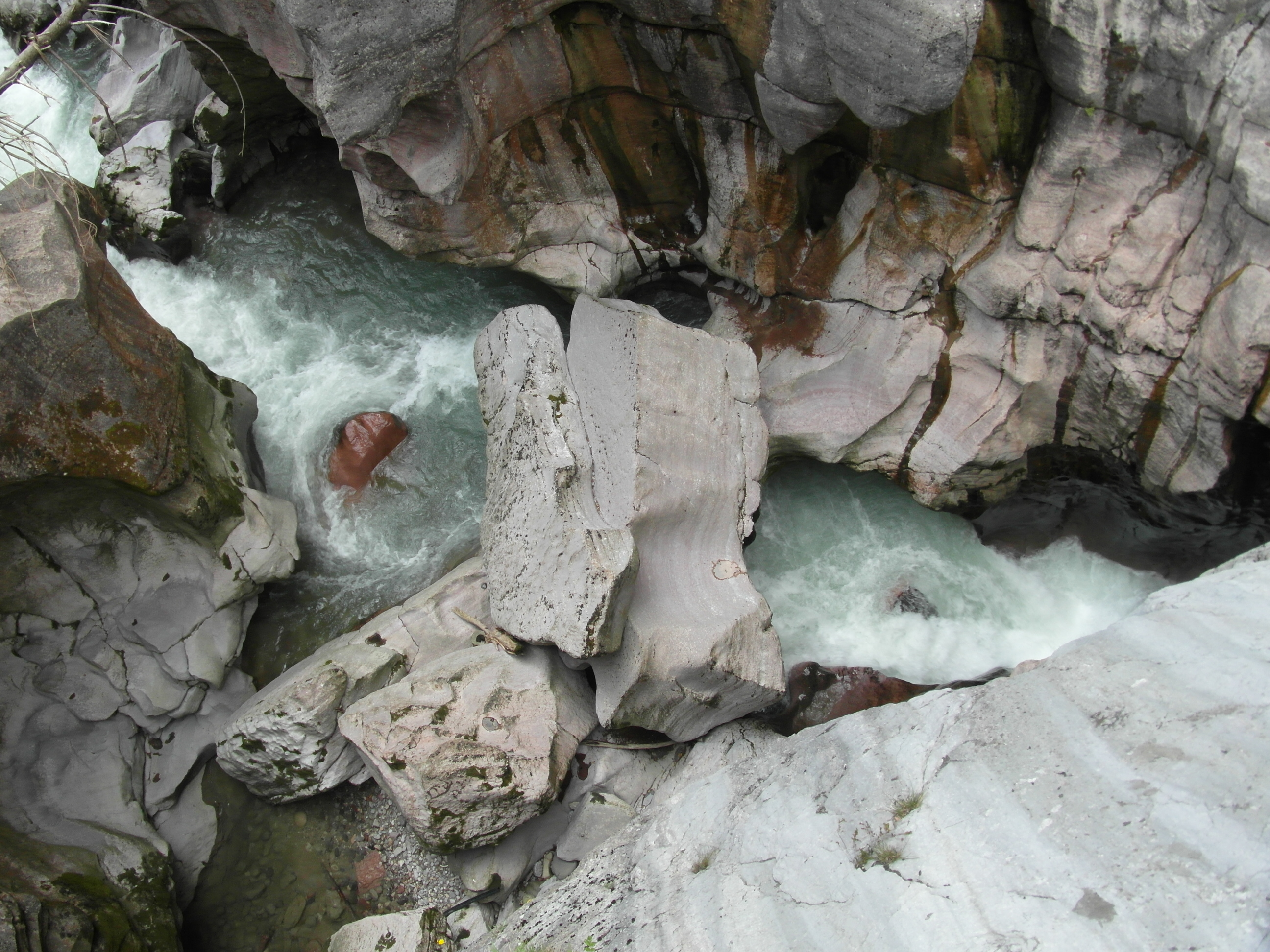
Altra vista del canyon

Il percorso della forra si può far partire dall'incrocio tra la Strada statale 237 del Caffaro e la Strada statale 421 dei Laghi di Molveno e Tenno, presso il ponte dei Servi, sotto al Doss da Doa (639 m). Scendendo lungo la riva sinistra del fiume, si scorgono delle sculture naturali che nel corso dei secoli esso ha scavato grazie al movimento dell'acqua; la roccia si osserva essere composta da rocce calcaree rosse e grigie. È possibile discendere lungo un percorso pedonale che conduce anche al vecchio ponte detto "Balandin" e ad una calchera.

## Come arrivare
Una volta che si è giunti lungo la SS 237, presso il ponte dove comincia la SS 421 si parcheggia la macchina ove si trova una piccola piazzola. Da qui si scende a piedi lungo una strada che passa vicino ad un depuratore. Da qui termina la strada asfaltata che continua a scendere lungo un sentiero di terra battuta. In pochi minuti si giunge lungo un percorso ecologico e ambientale al ponte Balandino, un percorso recentemente risistemato dal "servizio ripristino e valorizzazione ambientale" della provincia.